# Fürchten lernen
Fürchten lernen ist ein Märchen (AaTh 326). Es steht in Johann Wilhelm Wolfs Deutsche Hausmärchen an Stelle 43.

## Inhalt
Ein reicher Bauer lässt seinen Sohn beim Schulmeister lernen. Einmal soll er abends ein Bund Klee vom Acker holen. Ein dunkler Mann fragt, ober sich nicht fürchte allein. Peter weiß nicht, was Fürchten ist, erzählt es dem Vater, der will sein Geld zurück. Der Schulmeister sperrt Peter abends in die Kirche. Da kegeln nachts schwarze Männer. Peter bewirft sie mit den Kegeln, sie verschwinden. Die zweite Nacht nimmt er einer schwarzen Frau ihr Tuch weg, schläft auf der Orgel, die dritte Nacht in der Kanzel. Der Teufel kommt, blättert in seinen Verträgen und verliert einige. Peter hebt sie auf, zeigt dem Schulmeister dessen Namen darauf und muss fort. Unterwegs trifft er einen Schweinehirten. Sie erreichen abends ein Schloss. Peter wirft Geflügel tot und kocht. Der Teufel will mitessen, aber trifft nichts. Peter spannt ihm die Pfoten in den Schraubstock, dass er ihm die Nägel schneide, dann hauen sie ihn, bis er ihnen das Schloss überschreibt. Er versucht noch, zu betrügen, doch Peter kann den Vertrag lesen. Auch drei verwünschte Prinzessinnen kommen frei. Zwei heiraten sie, eine bleibt als Magd. Einmal kommen sie in ein Waldstück, das doch noch des Teufels ist. Peter bewegt die Beine des Kameraden wie einen Schraubstock. Der Teufel flieht.

## Herkunft
Der Titel Fürchten lernen ist bei Wolf mit einem Sternchen (*) versehen, was laut seiner Vorrede anzeigt, dass Wilhelm von Ploennies den Text ausarbeitete. Vgl. Wolfs Hans ohne Furcht, Grimms Märchen von einem, der auszog das Fürchten zu lernen, zum Schraubstock Vom klugen Schneiderlein. Die schwarzen Prinzessinnen werden beim Erlösen immer weißer, ein Zug, den Wolfs Märchen oft zeigen, so in Die zwölf Brüder.